# Langa del Castillo
Langa del Castillo település Spanyolországban,  Zaragoza tartományban. Langa del Castillo Codos, Torralbilla, Retascón, Manchones, Murero és Miedes de Aragón községekkel határos. Lakosainak száma 110 fő (2024).

## Népesség
A település népessége az utóbbi években az alábbiak szerint változott:
| Lakosok száma | 192  | 175  | 154  | 152  | 141  | 136  | 133  | 121  | 115  | 110  |
|               | 2001 | 2004 | 2007 | 2009 | 2012 | 2014 | 2017 | 2019 | 2022 | 2024 |